# 镇巴县各级文物保护单位列表
以下为陕西省汉中市镇巴县各级文物保护单位列表。

## 陕西省文物保护单位
- 小里沟墓群
- 周子垭至宝塔
- 贞节牌坊
- 川陕省陕南县苏维埃政府遗址
- 何家坝栈道遗址
- 白崖悬棺墓群

## 汉中市文物保护单位
- 第一批汉中市文物保护单位中有1处，第二批有1处，在镇巴县境内，已升级。